# اختلال حافظه
اختلال‌های حافظه پیامد آسیب به ساختارهای عصب‌شناختی–کالبدشناختی (نوروآناتومیک) مغز است که مانع از ذخیره‌سازی، نگهداری و به‌یادآوردن خاطرات و یادسپاری می‌شود. اختلالات حافظه می‌توانند پیش‌رونده و تدریجی باشند، مانند آلزایمر، یا ناگهانی و فوری باشند، مانند اختلال‌های ناشی از ترومای سر. برخی از اختلالات حافظه، آسیب‌ها یا بیماری‌هایی که باعث اختلال حافظه می‌شوند یا علائم اختلال حافظه دارند، عبارتند از ادراک‌پریشی (آگنوزیا)، یادزدودگی (آمنِزیا)، ضربه مغزی (آسیب مغزی ترومایی و ضربهٔ شدید به سر)، زوال عقل (دیمنشیا)، بیش‌یادآوری (هایپرتیمسیا/هایپرتمسیا)، بیماری هانتینگتون، بیماری پارکینسون و نشانگان ورنیکه–کورساکوف. برخی از اختلالات روانی و روان‌شناختی نیز می‌توانند با اختلال حافظه همراه باشند، به عبارت دیگر، اختلال حافظه گاه می‌تواند روان‌زاد یا سایکوژنیک (به انگلیسی: psychogenic) باشد و بر عملکرد حافظهٔ بلندمدت یا کوتاه‌مدت، اثر بگذارد. فشار روانی و استرس نیز می‌تواند از علت‌ها و عوامل اختلال در حافظه باشد.
در بیماری انسفالوپاتی کبدی، نارسایی در کارکرد کبد، موجب ناتوانی کبد در دفع سموم می‌شود که می‌تواند منجر به تجمع سموم در مغز و در نتیجه، اختلال در عملکرد حافظه نیز بشود.
کهولت سن و پیری نیز معمولاً با کاهش توانایی یادسپاری و به‌یادآوری و ضعف حافظه همراه و مرتبط است، اگرچه پیری علت و عامل اختلال حافظه نیست و تنها ایجادگر شرایطی است که می‌توانند به ضعف حافظه منجر شوند.
برخی از داروها نیز گاه ممکن است موجب اختلال حافظه شوند که اغلب خفیف، جزئی و موقتی است، به عبارت دیگر، اختلال حافظهٔ موقت ممکن است از عوارض جانبی برخی از داروها باشد.
ضعف و اختلال شدید حافظه می‌تواند بر کیفیت زندگی فرد و ارزیابی دیگران از سلامت ذهنی و روانی او تأثیر گذارد و کارکردهای اجتماعی او را شدیداً تحت‌تأثیر قرار دهد.